# 間中喜雄
間中 喜雄（まなか よしお、1911年4月11日 - 1989年11月20日）は、日本の外科医、鍼灸師、医学博士。

## 人物・来歴
神奈川県足柄下郡小田原町（現小田原市）出身。
1935年に京都帝国大学医学部を卒業し、同大学病院で外科を習得後、父の開業した間中外科医院を継ぐ。第二次世界大戦に医師として従軍、1946年復員すると間中外科医院を医療法人温和会間中病院に改組した。
西洋医学の医師でありながら、東洋医学、特に鍼灸医学の普及発展に貢献し1950年には日本東洋医学会の設立に参加した。1957年に京都大学医学部で医学博士号を取得、小田原医師会会長に就任。その後、中国、アメリカ、フランスなどで講演活動を行う。
1960年東洋針灸専門学校長就任。1974年北里研究所附属東洋医学総合研究所客員部長に就任。
1989年11月20日、肝臓癌のため死去、享年78。

## 中間賞
株式会社医道の日本社の月刊誌「医道の日本」において、「鍼灸医学の発展に寄与する独創的な論文や著作、活動」　に対して、毎年表彰したものである。
中間賞 は1986年から2008年まで続いた。
間中氏は第4回までご存命であり、亡き後は鍼灸界の著名人や、高弟であった吉元昭治氏が中心となって間中賞選考委員会を設置し、第22回まで行われた。

## 著書
・カイロプラクティック(訳本)　昭和27 医道の日本社
・鍼術入門講座 (ヘルベルト・シュミット共著)　昭和29.12.15 医道の日本社
・随筆・鍼・灸・漢方　昭和37.7.1 医道の日本社
・内科的疾患の神経領帯療法　昭和40 医道の日本社
・鍼灸臨床医典　昭和45.3.15 医道の日本社
・奇穴図譜(訳本)　陸・朱編著　昭和46.6.10 医道の日本社
・推拿療法(訳本)　趙正山編著　昭和46.12.10 医道の日本社
・かっぱ随筆 霊界からの手紙　昭和55.9.15 医道の日本社
・平田式十二反応帯熱針刺激療法　昭和57.3.1 医道の日本社
・ちぐあん随筆 そろばんのむだ玉　昭和63.12.1 医道の日本社
・灸と針の効用　昭和39.5.31 主婦の友社
・間中喜雄博士の灸とハリ　昭和46.1.20 主婦の友社
・推拿(ツイナア)の効用と実際 中国式あんま療法(英文も)　昭和47.8.15 主婦の友社
・耳針のすべて　昭和(詳細時期、不記載) 主婦の友社
・むんてら　昭和38.6.10 創元社
・肩こりと腰痛　昭和46 創元社
・針灸の理論と考え方　昭和46.2.20 創元社
・坐骨神経痛の治療(孔版)　昭和27.7.1 東洋医学社
・針灸入門講座(中文翻訳)『針術的近代研究』　昭和33.6.15 中国人民衛生出版社
 ・病気の自己診断の手引　昭和36　金剛社久保書店
・PWドクター －沖縄捕虜記－　昭和37.9.13 久保書店
・医学は人を救っているか －臨床の現場で－　昭和38 朝日新聞社
・お灸の研究　昭和51 ごま書店
・間中喜雄論文集　昭和63.12.17 鍼灸トポロジー学会十五周年記念　論文集編集委員会 雄渾社協力
・灸穴治療法(中文翻訳) 台湾出版社

### 洋書
・Chaising the Dragon‘s Tail(英文) Roading Book Co.
・L‘acupunuture a vol d’oiseau(仏文) General Printing Co.
・Laguman‘s Guide to acupuncture(英文) Weatherhill Inc.